# سیلم هایتس (اوهایو)
سیلم هایتس (به انگلیسی: Salem Heights) یک منطقهٔ مسکونی در ایالات متحده آمریکا است که در شهرستان همیلتون، اوهایو واقع شده‌است. سیلم هایتس ۴٫۳ کیلومتر مربع مساحت و ۳٬۸۳۹ نفر جمعیت دارد و ۲۲۰٫۹۸ متر بالاتر از سطح دریا واقع شده‌است.